# Kalhat
Kalhat, Qalhat o Galhat és un antic establiment de les tribus Banu Salima i Malik ibn Fahm al nord-est d'Oman a uns 20 km al nord de Sur, a la regió d'Ash Sharqiyah. Estava situat a la vora del uadi Hilmi.
Aquests grups àrabs del sud-est d'Oman es van establir en aquesta zona ja abans de l'època islàmica i més tard a l'altre costat de l'estret d'Ormuz sota la direcció de Julanda ibn Karkar, amb centres a les fortaleses d'al-Dikdan i Huzw, exercint un cert control de l'estret. Àdud-ad-Dawla el buwàyhida va conquerir Huzw i la dinastia va dominar part d'Oman. La caiguda dels buwàyhides i la pujada dels seljúcides, així com l'extinció de l'imamat ibadita de l'Hadramaut i Oman va coincidir amb el trasllat a la mar Roja del comerç de l'oceà Índic i van portar a la decadència dels centres comercial de Siraf (que tenia una delegació a l'illa de Kays) i Subar. Foren els senyors de Kays els que van agafar el relleu al segle xii i van poder restablir lentament una part del comerç cap al golf.
Els contactes entre els ibadites del sud-est d'Oman i les poblacions de la costa de l'estret, i singularment d'Ormuz que era aleshores un port del Kirman (progressivament va emergir com el centre d'un gran regne comercial) es van reforçar. Kalhat fou fortificada i va esdevenir un dipòsit de l'anomenat comerç del monsó, substituint a Suhar que fins llavors havia tingut aquesta tasca. La ciutat es va aliar als salghúrides de Fars en contra de Kays. En una data entre 1214 i 1221 fou conquerida pel xa de Coràsmia; uns anys després el senyor local Mahmud ibn Ahmad al-Kwsti (o al-Kashi o al-Kwshi) va imposar la seva hegemonia sobre Kays i va estendre el seu domini sobre tota la costa d'Oman fins a Zufar. El 1621/1262 va enviar una expedició sotmetre als pobles de l'interior però van morir tots al desert. Mahumud es va traslladar a Hormuz (a la costa de Pèrsia, no l'illa) però Kalhat va restar com la seva segona capital i al final hi va retornar; els seus descendents van esdevenir perses de cultura i llengua i es van aïllar de la població de Kalhat que era en majoria àrab; a més eren hostils al ibadisme. Marco Polo l'esmenta com Calatu. Al segle xiv la va visitar Ibn Battuta que descriu la seva gran mesquita de nova construcció (no localitzada a les ruïnes).
Vers el 1350 la ciutat va patir greus danys per un terratrèmol i va caure en decadència deixant al pas a Mascat com nou centre del comerç del monsó. El 1508 va ser ocupada i saquejada per Albuquerque i els portuguesos mai la van restaurar i van establir la seva principal factoria meridional a Kurayat; Kalhat es va refer com va poder i a la meitat del segle encara tenia un comerç que era un terç el de Mascat, però al segle xvii el comerç quasi va desaparèixer i Sur (Oman) va passar a ser el port comercial de la comarca.
De l'antiga ciutat, triangulat i situada a la riba oriental del uadi Hilmi, es conserven molt poques coses, la principal el mausoleu de Bibi Maryam. La ciutat tenia uns 240.000 metres quadrats i estava rodejada de muralles dins les quals hi havia les cases i botigues. S'hi han trobat objectes de Pèrsia, Xina i Europa. Fou proposada per a la llista del Patrimoni de la Humanitat de la Unesco el 4 de juliol de 1988 i declarada com a tal l'any 2018.